# تامزاوة
تامزاوة هي منطقة تقع في شعبية وادي الشاطئ في ليبيا. تقع تامزاوة في الجزء الجنوبي الغربي من ليبيا وتقع ضمن المنطقة الزمنية لتوقيت شرق أوروبا الرسمي .

## السكان
كانت تسكن تامزاوة الطوارق قبل هجرة القبائل كالحساونة قبل مايقارب 200-400 .

### الحساونة
الحساونة قبيلة عربية عدنانية من بني زغب بني سليم هاجروا قبل 1000 عام من الحجاز بالسعودية ، تتكون من البطون التالية :
-الدومة
-اولاد عبد الله
-الخلائفه
-اولاد يوسف
وساهمت قبيلة الحساونة مساهمة بارزة في الصلح الوطني ، خاصا بين التبو والطوارق ، فشيوخ قبيلة الحساونة يلجأ لهم عادة في مجالس الصلح لما اتسموا به من الحيادية والمساهمة الفاعلية .
سمى جبل الحساونة نسبة لهم ، ويوجد البعض منهم في الجبل الغربي وتحديدا منطقة يفرن وهو بيت من بيوت الحساونة ينسب للخلايفة وينقسم الخلايفة الى قسمين أحدهما في القرضة الشاطي والاخر في يفرن.
وعمومتهم الزويه يعرفون أيضا بـ اولاد حسن قبيلة عربية بدوية تعيش جنوب اقليم برقة في اجدابيا و واحة الكفرة انجبت عددا من فحول الشعر الشعبي في ليبيا من فروعها السديدي ، العوادل.